# Sagan om Elenien
Sagan om Elenien, bokserie på tre böcker, skriven av David Eddings. Den handlar om riddar Spjuthök, som blivit landsförvisad. När han kommer tillbaka till Elenien hittar han sin drottning, Ehlana, förgiftad, nersövd och knappt vid liv. I de tre böckerna får vi följa hans kamp, bestående av bland annat blodiga strider och långa resor, för att hela sin drottning.
Serien följs sedan upp av Sagan om Tamuli.

## Böcker i serien

### Diamanttronen
Diamanttronen, i original The Diamond Throne gavs ut 1989 på engelska och 1994 på svenska.
Riddar Spjuthök (Sparhawk), medlem av Pandionorden, återkommer efter många års landsförvisning till sin hemstad Cimmura. Han upptäcker att mycket har ändrats under hans frånvaro. Till hans stora bestörtning har den person han en gång utsågs att bekydda, drottning Ehlana, drabbats av en svår sjukdom. För att rädda hennes liv lät riddare ur Pandionorden med hjälp av sin läromästare i magi, Sephrenia, kapsla in drottningens kropp i kristall, detta skyddar inte Ehlana helt men det saktar ned sjukdomsprocessen.
Under drottningens sjukdom har den korrumperade primasen (överstepräst) Annias tagit makten över Cimmura med hjälp av drottningens kusin Lycheas.
Tiden är dyrbar. Drottningen måste helas och återta tronen för att inte landet ska drivas till ruinens brant.
Till sin hjälp han Spjuthök sin trogne häst "Faran".

### Rubinriddaren
Rubinriddaren, i original The Ruby Knight gavs ut 1990 på engelska och 1995 på svenska.
Spjuthök och hans kamrater har efter mycket sökande äntligen fått reda på vilken kur de behöver för att rädda den förgiftade drottning Ehlana. De måste finna den mytomspunna Bhelliom - maktjuvelen. Den mäktigaste magiska artefakten som någonsin existerat. Bhelliom har varit försvunnen i flera hundra år. Ingen vet var den finns men tiden börjar bli mycket dyrbar. De måste finna maktjuvelen!
Spjuthök är dock inte ensam om att söka Bhelliom. Den onde kungen Otha har länge sökt juvelen.

### Safirrosen
Safirrosen, i original The Sapphire Rose gavs ut 1991 på engelska och 1996 på svenska.
Efter ett sökande som tog dem över hela Eosien, hittar riddare Spjuthök och hans medhjälpare slutligen Bhelliom, även kallad Safirrosen. Efter att ha besegrat det uråldriga trollet Ghwerig, som en gång fann Bhelloim djup nede i berget, kan de återvända till Cimmura för att hela den sjuka drottningen Ehlana.
Dock hotar ytterligare faror: den fallne kyrkoriddaren Martel (Spjuthöks ärkefiende) rustar till krig tillsammans med den onde kejsaren Otha.